# Los Fabulosos Cadillacs
Los Fabulosos Cadillacs és un grup argentí de ska originari de Buenos Aires. Fundat l'any 1985, és considerada una de les més influents i reeixides de l'Argentina i d'Amèrica Llatina.
4 dels seus àlbums han estat inclosos a la llista dels 250 àlbums més influents del rock iberoamericà: La marcha del golazo solitario (Nº 176), Rey azúcar (Nº 164), Fabulosos Calavera (Nº 76) i Vasos vacíos (Nº 7). també el seu àlbum El león, està a la posició nombre 21 del rànquing dels 100 millors discos del rock nacional de la revista Rolling Stone argentina.
La cançó "Matador" del seu àlbum Vasos vacíos és considerada la millor cançó del rock llatí i hispanoamericà de tota la història i està a la posició nombre 40 del rock argentí. El 1994 el videoclip de la cançó va rebre el primer premi Vídeo de la gent per la cadena MTV Latinoamérica i l'any 2000 També va rebre aquest premi el vídeo de la cançó La vida per MTV Latinoamérica sur. A més aquest tema ha sortit dues vegades a la primera posició dels rànquings fets per la MTV Latinoamérica, el primer a la celebració dels 10 Anys de la cadena i després als 15 i va aconseguir el segon lloc al rànquing de "Los 100 videos más MTV".
L'any 2008 van rebre el Premi "Leyenda" de la cadena MTV Latinoamérica. Actualment es troben finalitzant la seva gira mundial fent la promoció del disc La luz del ritmo", amb el nom Satánico Pop Tour, i en poques setmanes trauran el seu nou disc "El arte de la elegancia de Los Fabulosos Cadillacs.

## Història
Los Fabulosos Cadillacs van començar l'any 1985, quan es van ajuntar Mario Siperman, Anibal Rigozzi, Gabriel Fernández y Flavio Cianciarulo. Cap d'ells sabia de música, però van formar una agrupació només pel gust de tocar sent un grup underground. Després d'un temps van admetre nous integrants fins a arribar als vuit. La seva primera presentació oficial amb el nom actual va ser a una escola de la ciutat de Buenos Aires, amb una presentació que no va ser molt acceptada pel públic.
Als inicis del grup, van tocar a bars i pubs. Va ser fundada per: Gabriel Fernández (Vicentico), líder i veu principal del grup, Flavio Cianciarulo (Sr. Flavio), Baix elèctric i segona veu, Sergei Itzcowick, amb la trompeta, Sergio Rotman, Saxòfon, Luciano Giugno (Luciano Jr.), Instrument de percussió, Mario Siperman (Spiker), al Teclat electrònic, Anibal "Vaino" Rigozzi, a la Guitarra elèctrica, Fernando Ricciardi, Bateria, Naco Goldfinger (Ignacio Pardo), al Saxo, i Rovert Calcaño, toca cholgas. Tot i que amb el temps el grup ha anat canviat de músics, les veus principals (Vicentico i Sr. Flavio) es mantenen.

## Discografia
| Any  | Disc                           | Discogràfica | Tipus de gravació         |
| ---- | ------------------------------ | ------------ | ------------------------- |
| 1986 | Bares y fondas                 | Interdisc    | Estudi                    |
| 1987 | Yo te avisé!!                  | Columbia     | Estudi                    |
| 1988 | El ritmo mundial               | Columbia     | Estudi                    |
| 1989 | El satánico Dr. Cadillac       | Sony Music   | Estudi                    |
| 1990 | Volumen 5                      | Sony Music   | Estudi                    |
| 1991 | Sopa de Caracol                | Sony Music   | Recopilatori (1 tema nou) |
| 1992 | El león                        | Columbia     | Estudio                   |
| 1993 | Vasos vacíos                   | Epic         | Recopilatori (2 tema nou) |
| 1994 | En vivo en Buenos Aires        | -            | En viu                    |
| 1995 | Rey azúcar                     | Sony Music   | Estudi                    |
| 1997 | Fabulosos Calavera             | Sony Music   | Estudi                    |
| 1998 | 20 Grandes Éxitos              | Sony Music   | Recopilatori              |
| 1999 | La Marcha del Golazo Solitario | Sony Music   | Estudi                    |
| 2001 | Hola                           | Sony Music   | En viu                    |
| 2001 | Chau                           | Sony Music   | En viu                    |
| 2008 | La luz del ritmo               | Sony Music   | Estudi                    |
| 2009 | El arte de la elegancia        | Sony Music   | Estudi                    |

### Tributs
| Any  | Disc                                 |
| ---- | ------------------------------------ |
| 2008 | Chill N' Matador                     |
| 2001 | Fogón - Fabulosas Canciones          |
| 2008 | Todos queremos tocar el cielo        |
| 2009 | Vos sabés... como te esperaba Vol. 1 |